# Premiata Ditta

La Premiata Ditta

La Premiata Ditta è un quartetto comico formato da Pino Insegno, Roberto Ciufoli, Tiziana Foschi e Francesca Draghetti, attivo dal 1986 e conosciuto soprattutto grazie all'attività in televisione. I componenti della Premiata Ditta sono tutti romani ad eccezione di Francesca Draghetti, originaria di Parma ma da lungo tempo residente a Roma.

## Storia
Il gruppo nasce nel 1986, quando Gianni Boncompagni e Giancarlo Magalli chiamano i quattro componenti, che precedentemente lavoravano da soli, a coadiuvare Enrica Bonaccorti nel programma Pronto, chi gioca?. Avviene così la trasformazione dal teatro alla televisione, anche se la Premiata Ditta non lascerà mai il palcoscenico teatrale. Negli anni successivi sarà ancora Giancarlo Magalli a farli partecipare alle sue trasmissioni televisive Pronto, è la Rai?, Domani sposi e Ciao Weekend, programmi che consolideranno la loro popolarità. Il gruppo ha partecipato anche alla realizzazione del film L'assassino è quello con le scarpe gialle scrivendo il soggetto e la sceneggiatura. I tratti fondamentali del loro stile sono l'esasperazione dei personaggi e la ripetizione quasi ossessiva di schemi collaudati.
Il grande successo arriva all'inizio degli anni 2000; nel 1999 inizia infatti il loro impegno nella sitcom Finché c'è ditta c'è speranza, in onda su Canale 5, che durerà per cinque serie fino al 2003. Nel frattempo, nel 2000, approdano in prima serata sempre su Canale 5 con il programma Premiata Teleditta, in cui il quartetto si esibisce interpretando in maniera irriverente le produzioni televisive di successo del periodo. Il programma ebbe un buon successo e fu riproposta una seconda serie nel 2001. Nel 2002 sono invece in prima serata su Italia 1 con Telematti in compagnia di ospiti vip. L'anno successivo, precisamente a febbraio del 2003, va in onda nel sabato pomeriggio di Italia 1 il programma Oblivious, della durata di mezz'ora, in cui i quattro pongono domande di cultura generali a ignari passanti, regalando loro 10 euro in caso di risposta esatta, spiazzandoli.
Tornano in tv nel 2005 proponendo una terza edizione di Premiata Teleditta, questa volta con il titolo Premiata Teleditta 3 - Non sono repliche, con un evidente richiamo alle repliche delle precedenti edizioni mandate in onda senza sosta con successo nelle estati passate durante la domenica pomeriggio di Canale 5. Questa volta però lo show ottiene minor successo e va in onda in prima serata su Italia 1. L'anno successivo viene realizzata l'ultima edizione del programma sempre su Italia 1. Nel 2007 viene proposto uno show chiamato Tutto Ditta, vale a dire un mix delle varie edizioni di Premiata Teleditta.
Dopo il 2006 il quartetto non si esibisce più in gruppo per anni, ma i quattro componenti continuano a lavorare tra televisione e attività cinematografica e teatrale. Nel 2011 la Premiata Ditta si riunisce e torna in teatro con "Abbiamo fatto 30... Facciamo 31". Nel 2017 dichiarano di non essersi mai sciolti ufficialmente e i quattro componenti tornano a lavorare insieme come Premiata Ditta in Casa CRAI, web series ambientata in un supermercato dell'omonima catena e pubblicata sulle piattaforme social e web dell'azienda.

## Televisione
- Pronto, chi gioca? (Rai 1, 1986-1987)
- Pronto, è la Rai? (Rai 1, 1987-1988)
- Jeans (Rai 3, 1987)
- Chi tiriamo in ballo (Rai 2, 1988)
- Domani sposi (Rai 1, 1988-1989)
- Raffaella Venerdì, Sabato e Domenica... E saranno famosi (Rai 2, 1990)
- Ricomincio da due (Rai 2, 1990-1991)
- Ciao Weekend (Rai 2, 1991-1992)
- Cinema Insieme (Rai 1, 1993)
- Il grande gioco dell'oca (Rai 2, 1993-1994)
- Vita da cani (Rai 2, 1995)
- I cervelloni (Rai 1, 1995)
- Buona Domenica (Canale 5, 1995-1996)
- Campioni di ballo (Rete 4, 1996)
- Trenta ore per la vita (Canale 5, Italia 1, Rete 4, 1997)
- A tutta festa! (Canale 5, 1998)
- Premiata Teleditta (Canale 5, 2000)
- Premiata Teleditta 2 (Canale 5, 2001)
- Telematti (Italia 1, 2002)
- Oblivious (Italia 1, 2003)
- Premiata Teleditta 3 - Non sono repliche (Italia 1, 2005)
- Premiata Teleditta 4 (Italia 1, 2006)

### Componenti parziali
- Zecchino d'Oro (solo Pino Insegno e Roberto Ciufoli) (Rai 1, 2000)
- Ciufoli tra le stelle (solo Roberto Ciufoli e Tiziana Foschi) (Sky Cinema, 2006)[7]
- Vieni avanti cretino!  (solo Pino insegno e Roberto Ciufoli) (Rete 4, 2008)

## Filmografia
- L'assassino è quello con le scarpe gialle, regia di Filippo Ottoni (1995)
- Finché c'è ditta c'è speranza – sitcom TV (Canale 5, 1999-2003)
- Casa CRAI – webseries (Craiweb.it; Facebook; YouTube; 2017-2018)

## Teatro
- Gallina vecchia fa buon Broadway
- Baci da Broadway
- Preferisco ridere 1
- Preferisco ridere 2
- Non solo Bbiutiful
- Preferisco ridere 3
- Sottosopra
- Soap
- Sottosopra 2
- Assolo di coppia (solo Roberto Ciufoli e Tiziana Foschi)[8]
- Diversamente giovani (solo Roberto Ciufoli e Tiziana Foschi)[9]
- Abbiamo fatto 30... "Facciamo 31"[10]

## Doppiaggio
- Pucca, cartone animato con le voci di Francesca Draghetti, Roberto Ciufoli e Tiziana Foschi[11]